# Schenectady Open 1992
Lo Schenectady Open 1992 è stato un torneo di tennis giocato sul cemento. È stata la 6ª edizione del torneo, che fa parte della categoria World Series nell'ambito dell'ATP Tour 1992 e della categoria Tier V nell'ambito del WTA Tour 1992. Si è giocato a Schenectady negli Stati Uniti dal 24 al 31 agosto 1992.

## Campioni

### Singolare maschile
Wayne Ferreira ha battuto in finale  Jamie Morgan con il punteggio di 6–2, 6–7 (5–7), 6–2

### Doppio maschile
Jacco Eltingh /  Paul Haarhuis hanno battuto in finale  Sergio Casal /  Emilio Sánchez con il punteggio di 6–3, 6–4

### Singolare femminile
Barbara Rittner ha battuto in finale  Brenda Schultz con il punteggio di 7–6, 6–3

### Doppio femminile
Alexia Dechaume /  Florencia Labat hanno battuto in finale  Ginger Helgeson /  Shannan McCarthy con il punteggio di 6–3, 1–6, 6–2